# Quilles de neuf
Les quilles de neuf sont un sport essentiellement pratiqué dans le Sud-Ouest de la France, et en particulier en Béarn, en Bigorre et dans le Sud des Landes.

## Historique
L'origine des quilles de neuf n'a jamais pu être clairement établie mais il est probable que l'on jouait à divers jeux de quilles dans ce territoire, comme dans l'ensemble de la France, dès le XVe siècle.
Depuis cette époque, le jeu a évolué lentement avant de parvenir à la réglementation et à l'organisation actuelles. Durant de très nombreux siècles, il se pratiqua sous des formes et avec des règles très variables. Sa première mention apparaît dans un règlement de 1832, établi par M. Montestruc, un Chalossais originaire du Tursan. Après quelques timides essais à Pau en 1895, ce n'est qu'en 1898 qu'une compétition règlementée fut officiellement organisée à Dax par le comité officiel des fêtes de cette ville. Ce début est dû à l'initiative de M. Laventure, président du comité des fêtes du quartier Saint-Vincent-de-Xaintes à Dax.
Le succès dépassa les prévisions des plus optimistes, les concurrents accourant de tout le Béarn, du Sud des Landes, du Sud-Ouest du Gers et d'une partie de la Bigorre. Le grand départ était donné et, petit à petit, les grands centres régionaux comme les plus petits villages, organisaient une épreuve officielle à l'occasion des fêtes de Pâques, de la Pentecôte, du 14 juillet ou du 15 août.
En août 1914, un premier championnat devait avoir lieu à Pau, mais la grande tourmente de 1914-1918 anéantit le projet. L'idée fut reprise en 1924 et le championnat national individuel, lancé par un comité palois, eut un grand succès. Cette organisation fut reprise jusqu'en 1939, mais une nouvelle fois, la guerre revint tout anéantir.
En 1923, les joueurs, membres de l'amicale des Béarnais et Landais de Bordeaux, se groupaient en société sportive, très vite imités par les Dacquois en 1926, par les Palois en 1927, les Oloronais en 1930, ainsi que par les Parisiens sous l'impulsion de l'amicale des Béarnais de la capitale. Le premier jeu de quilles béarnaise à Paris fut installé en 1923 au 84 boulevard de la Villette, il est connu sous le nom de quillier Sansenacq. Une carte postale de ce lieu a été éditée (cliché Moureu).
Dès 1931, la création d'une fédération est envisagée, mais cette initiative est vouée à l'échec. Nouvel essai en 1936, nouvel échec motivé par les exigences des tenanciers de plantiers. Dès 1945, diverses sociétés reprirent leur essor et le projet d'une fédération fut émis. Ce n'est cependant qu'en février 1948 que Monsieur Pierre-Eugène Cazalet, à Pau [réf. nécessaire], parvenait à grouper les bonnes volontés et à réaliser enfin cette fédération au sein de laquelle les joueurs étaient répartis en catégories correspondant à leur valeur.
La Fédération française de quilles est maintenant intégrée à la Fédération française de sport de quilles (FFSQ), devenue depuis Fédération française de bowling et de sports de quilles (FFBSQ). La Fédération nationale du sport en milieu rural (FNSMR) organise tous les deux ans le Critérium des jeux sportifs traditionnels où tous les jeux de quille sont représentés.

## Le jeu
Le but du jeu consiste à projeter une quille (dite quille de main) dans une direction avec une boule et lâcher cette dernière dans une autre direction pour effectuer une des 12 figures prédéfinies.
Pour ces 12 figures, le joueur doit envoyer la boule sur une autre quille (le plomb), tout en laissant la boule dans le carré tracé au sol. Un coup réussi (faire choix) permet de rejouer une seconde fois, sans la contrainte pour la boule de rester dans l’aire de jeu (la rebattue).
Le joueur effectue les 12 figures dans l’ordre réglementaire et on additionne le nombre de quilles tombées.
Le vainqueur est celui qui totalise le plus de quilles.

#### Les 7 jeux courts

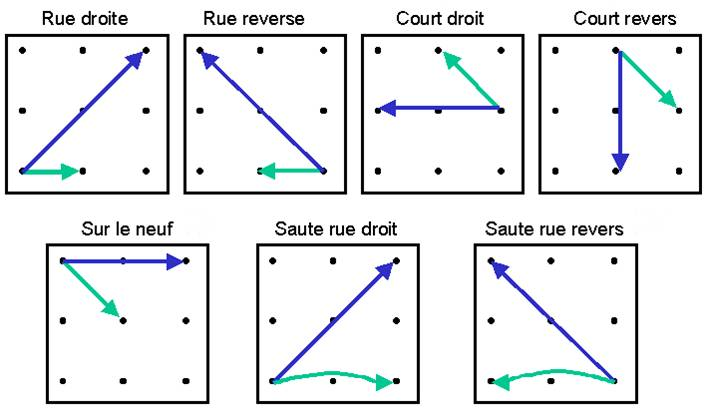

#### Les 5 jeux longs

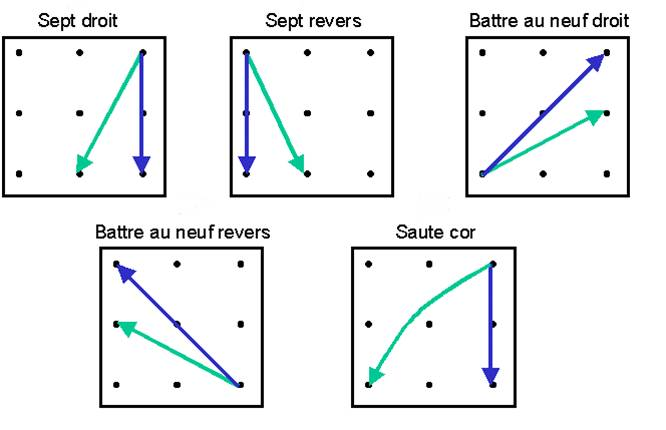

## Le terrain
Le terrain de jeu du quillier permanent est un bâtiment couvert dont le sol (dit « plantier ») est en terre battue. Les neuf quilles sont distantes de 2,15 m de l’une à l’autre. Elles forment un carré de 4,30 m de côté. Une ligne, matérialisée, se situe à 0,96 m du carré des quilles, pour former un carré de 6,22 m de côté qui délimite l’aire de jeu. Les quilles reposent sur des plots de diamètre 7 cm. Le niveau zéro du sol est le plot central appelé le neuf, les plots des autres quilles sont au niveau moins deux centimètres par rapport au niveau zéro. Le carré extérieur est au niveau moins quatre centimètres.
Le plantier temporaire se trouve en extérieur ou dans un bâtiment non affecté à la pratique des quilles de neuf. Son sol est le plus nivelé possible avec une bonne planéité. La différence par rapport au quillier permanent est l’absence de pente. Pour compenser, la ligne extérieure se situe à 0,80 m des quilles extérieures.

## Le matériel

### La boule
La boule est tournée dans du bois de noyer et mesure 26 cm de diamètre pour un poids compris entre 6 et 6,2 kg. Une poignée est taillée pour permettre la prise de la boule, dite boule à mortaises[réf. nécessaire]. L’ouverture pour le pouce est la même pour la prise du droitier et celle du gaucher.

### Les quilles
La quille est tournée dans du bois de hêtre et mesure de 96 à 98 cm de haut. En son milieu est tournée une boule de 16 cm de diamètre. Cette boule est renforcée par cinq rangs de pointes. Son poids est compris entre 2,7 et 3,2 kg. La quille de main pèse entre 2,75 et 2,85 kg alors que le plomb entre 3 et 3,2 kg.